# Dolichopus multisetosus
Dolichopus multisetosus är en tvåvingeart som beskrevs av Van Duzee 1921. Dolichopus multisetosus ingår i släktet Dolichopus och familjen styltflugor. Inga underarter finns listade i Catalogue of Life.